# 俞士瑛
俞士瑛（1567年—1613年），字子偉，號養浩，广东广州府新會縣華萼里人。

## 生平
生于隆庆丁卯十一月初五日，万历四十年（1612年）壬子科广东乡试举人，四十一年（1613年）联捷癸丑科進士，時年四十七，房师葉向高，吏部觀政，未任官，本年五月二十九日卒。著有《读史要易》、《䏚说》等書。

## 家族
曾祖俞立基。祖父俞本光。父俞嘉曉，恩例冠带。
娶袁氏，生一女，嫁伍繼曾；妾黄氏生二女。無子，以弟俞士璜之子夢桂为嗣。